# Associazione Nazionale Combattenti e Reduci
L'Associazione Nazionale Combattenti e Reduci, in acronimo ANCR, è un ente morale di diritto privato, nata nel 1919 come Associazione Nazionale Combattenti, e associa i reduci della prima e della seconda guerra mondiale.

## Storia

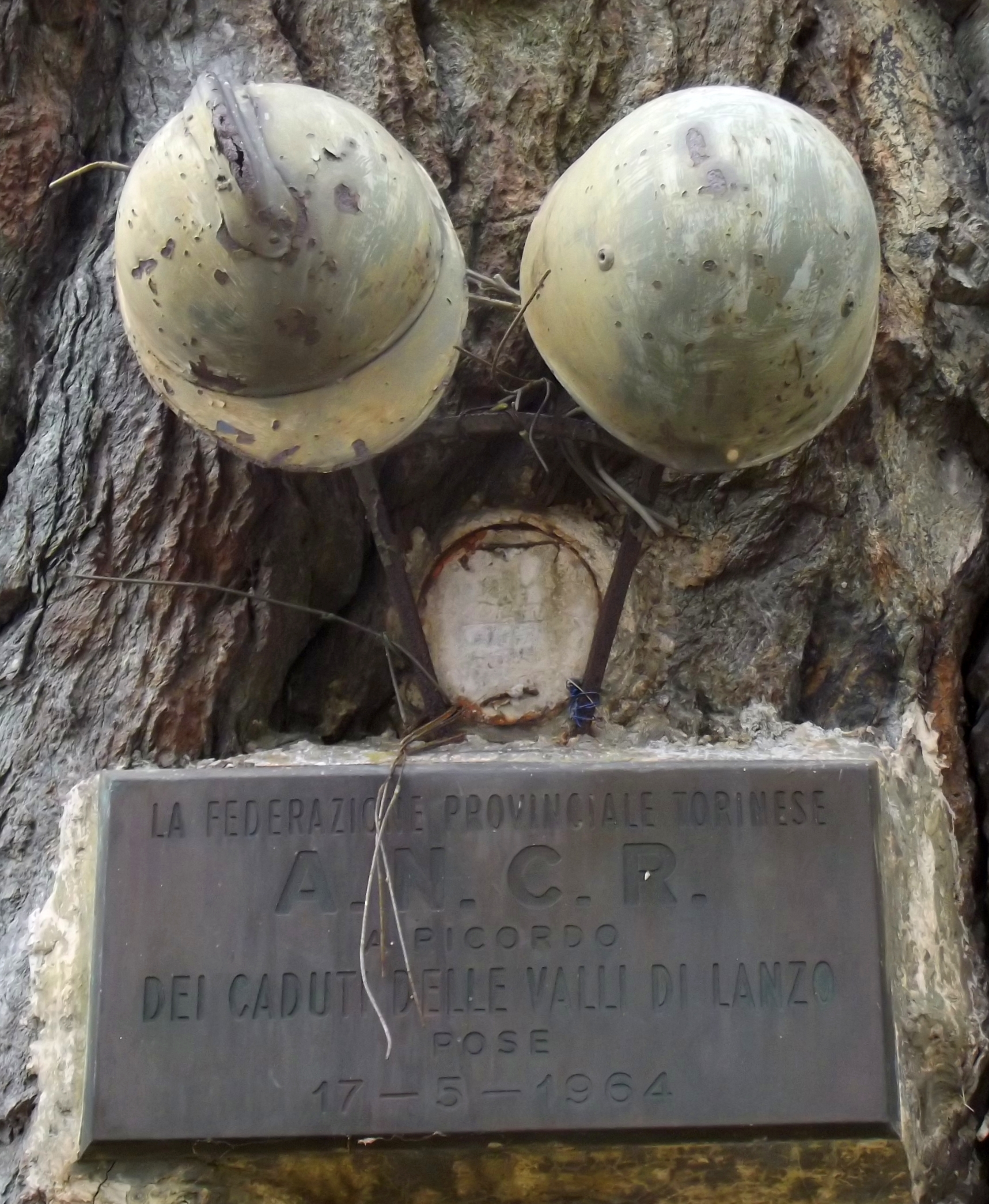
Lapide in memoria dei caduti installata a Lanzo Torinese dall'ANCR nel 1964

### La fondazione
Il 29 aprile 1917 a Milano, nel salone degli esercenti di piazza San Sepolcro, venne fondata l'Associazione Nazionale fra Mutilati e Invalidi di Guerra (ANMIG), che tenne il suo primo congresso a Roma tra il 10 e l'11 marzo 1918, quando fu eletto presidente il capitano Dante Dall'Ara. Nel novembre del 1918, subito dopo la fine della prima guerra mondiale, l'ANMIG si propose di raccogliere le associazioni combattentistiche già esistenti in un'unica organizzazione nazionale, indipendente e apolitica.
Il 18 marzo 1919, le varie sezioni combattentistiche si riunirono a Milano nel primo convegno dell'Associazione Nazionale Combattenti (ANC). L'associazione nacque con il proposito di rinsaldare i legami sviluppato tra i soldati durante la guerra, ma principalmente per difendere i diritti dei combattenti e consentigli di ottenere la rappresentanza nelle istituzioni.

### La partecipazione alle elezioni
Il 22 giugno 1919 si tenne a Roma il primo congresso dell'ANC, che contava già 600000 iscritti (nello stesso periodo l'ANMIG circa 120000) dove il presidente del comitato centrale Fabio Luzzatto espresse le prime posizioni politiche dell'associazione: favorevole a Fiume italiana e contraria al ritorno al governo di Giovanni Giolitti, secondo i congressisti inoltre «la guerra ebbe un carattere eminentemente rivoluzionario di liberazione e di rinnovamento». Il congresso si tenne in concomitanza con l'insediamento del governo Nitti, a cui i combattenti si dichiararono contrari, espressero inoltre un primo programma politico e l'intenzione di partecipare alla vita politica nazionale. Con lo scioglimento della Camera, il 15 settembre 1919 l'ANC decise di prendere direttamente parte alle elezioni politiche, sia con liste proprie, sia con candidature nelle liste costituzionali.
Alle elezioni politiche italiane del 1919 si presentò come lista del "Partito dei Combattenti" e ottenne il 4,1% e 20 seggi. In questa legislatura il Partito dei Combattenti siede tra i banchi dell'opposizione insieme ai socialisti e ai radicali. I combattenti formarono alla Camera il gruppo del Rinnovamento Nazionale, con 30 deputati. Tra gli eletti, Gaetano Salvemini, dimessosi dal gruppo poco dopo la sua formazione a causa delle posizioni espansionistiche nell'Adriatico. Seguirono le dimissioni di Antonio De Viti De Marco. Il 20 agosto 1920 si formò poi il Partito del Rinnovamento Nazionale.
Al Congresso di Napoli del 28 agosto 1920, «Luigi Gasparotto fu delegato a nominare una commissione di 5 cinque membri per esaminare la posizione degli accusati e degli accusatori della Giunta esecutiva del Comitato centrale dell'Associazione, che era stata nominata dal precedente Congresso nazionale (Roma, giugno 1919).
La Commissione di inchiesta (...) fu costituita il 25 gennaio 1921 e fu presieduta, su proposta dello stesso Gasparotto, dal senatore Francesco Lorenzo Pullè. Il termine previsto per il termine dei lavori era fissato al 25 marzo 1921», quando si ebbe la pubblicazione di una relazione, nota come "Lodo Pullé".
Alle elezioni politiche italiane del 1921, il Partito dei Combattenti prese l'1,7% dei voti e 10 seggi nella Camera dei Deputati. Questa volta entrò a far parte della coalizione di destra formata dai fascisti e dal Blocco Nazionale. La gran parte degli ex rinnovatori si unì al gruppo della Democrazia Sociale.

### Durante il fascismo
Il governo Mussolini ai sensi del regio decreto 17 giugno 1923 n. 1371 dotò l'associazione di un nuovo statuto, e molti esponenti alle elezioni politiche del 1924 entrarono nel Listone fascista. Al congresso degli ex combattenti, svoltosi ad Assisi nel luglio 1924, fu eletto presidente Ettore Viola, che promosse un documento a favore dell'indipendenza dell'associazione dal fascismo. Così il 2 marzo 1925, a seguito di un decreto di Mussolini, fu nominato un triunvirato reggente l'associazione. Dal 1927 al 1943 ne fu presidente Amilcare Rossi.

### L'ANCR
Dopo la seconda guerra mondiale, tornato Viola alla presidenza, nel 1947 l'ANC si fuse con l'Associazione Nazionale Reduci (ANR) dando vita all'Associazione Nazionale Combattenti e Reduci. Oggi fa parte integrante della Confederazione italiana fra le associazioni combattentistiche e partigiane ed è iscritta all'albo del Ministero della difesa, ai sensi del decreto del ministro della Difesa del 5 agosto 1982.
Con lo statuto del novembre 2019 sono ammessi come soci oltre agli gli ex combattenti "i loro congiunti, i figli, nipoti e discendenti, i familiari dei Caduti e degli ex Combattenti defunti e coloro che condividono gli ideali e scopi dell’Associazione". 

## Obiettivi
È oggi un'associazione apolitica e apartitica che ha la rappresentanza e la tutela degli interessi materiali e morali dei combattenti e dei reduci di guerra iscritti all'associazione; mantiene anche vincoli di cameratismo con le tutte le associazioni d'arma consimili.
L'associazione promuove iniziative istituzionali conformi alle finalità sociali (raduni, cerimonie, attività ricreative, tutela degli iscritti, ecc.).

## Risultati elettorali
| Data elezione | Numero di voti | % dei voti | Seggi ottenuti | Differenza |
| ------------- | -------------- | ---------- | -------------- | ---------- |
| 1919          | 232 923        | 4,10       | 20 / 508       | 20         |
| 1921          | 113 839        | 1,72       | 10 / 535       | 10         |